# Bling Bling (Album)
Bling Bling ist das Debütalbum der deutschen Rapperin Juju. Es erschien am 14. Juni 2019 über das zur Universal Music Group gehörende Label Jinx Records. Neben der Standard-Edition wurde das Album auch als Limited-Deluxe-Box veröffentlicht.

## Produktion
Das gesamte Album wurde von dem Berliner Musikproduzenten Krutsch produziert.

## Covergestaltung
Das Albumcover ist in Schwarz-weiß gehalten und zeigt Juju mit geschlossenen Augen, die einen schwarzen Pullover trägt. Links und rechts neben ihr befindet sich jeweils der Schriftzug Bling. Oben im Bild steht der Schriftzug Juju in Silber und unten ist ein Skorpion zu sehen. Der Hintergrund ist komplett schwarz gehalten.

## Gastbeiträge
Lediglich auf zwei Liedern des Albums sind neben Juju weitere Musiker vertreten. So ist Henning May, Sänger der Band AnnenMayKantereit, auf Vermissen zu hören, während der Sänger Xavier Naidoo beim Song Freisein einen Gastauftritt hat.

## Titelliste
| #  | Titel            | Gastbeiträge  | Länge |
| -- | ---------------- | ------------- | ----- |
| 1  | Intro            |               | 3:01  |
| 2  | Hardcore High    |               | 3:04  |
| 3  | Coco Chanel      |               | 2:28  |
| 4  | Vermissen        | Henning May   | 2:41  |
| 5  | Sommer in Berlin |               | 3:03  |
| 6  | Hi Babe          |               | 2:25  |
| 7  | Live Bitch       |               | 2:41  |
| 8  | Ich müsste lügen |               | 2:52  |
| 9  | Freisein         | Xavier Naidoo | 2:58  |
| 10 | Bye Bye          |               | 2:47  |
| 11 | Bling Bling      |               | 2:30  |
| 12 | Winter in Berlin |               | 2:52  |

+ Instrumentals

## Singleauskopplungen
Bereits am 19. Januar 2018 wurde der später auf dem Album befindliche Song Winter in Berlin als Single veröffentlicht. Als weitere Auskopplungen erschienen ab März 2019 die Lieder Intro (DE #66), Hardcore High (DE #20), Bling Bling (DE #63), der Nummer-eins-Hit Vermissen (feat. Henning May) und Live Bitch (DE #45). Zu allen Singles, bis auf Winter in Berlin, wurden auch Musikvideos gedreht. Am Erscheinungstag des Albums wurde zudem ein Video zu Hi Babe (DE #12) veröffentlicht. Infolge der Albumveröffentlichung erreichten, bis auf Winter in Berlin, auch die anderen Songs aufgrund von Downloads und Streaming die deutschen Charts.
Die Lieder Hardcore High und Hi Babe wurden jeweils in Deutschland und Österreich mit einer Goldenen Schallplatte für mehr als 200.000 bzw. 15.000 Verkäufe ausgezeichnet. Zudem erreichte Vermissen in Deutschland Platinstatus und in Österreich Doppelplatin-Status. In der Schweiz erhielt Vermissen Dreifachplatin- und Hi Babe Platinstatus.

## Rezeption

### Preise
Bling Bling wurde bei den Hiphop.de Awards 2019 als „Bestes Album national“ ausgezeichnet.

### Rezensionen
| Professionelle Bewertungen | Professionelle Bewertungen |
| -------------------------- | -------------------------- |
| Kritiken                   |                            |
| Quelle                     | Bewertung                  |
| laut.de                    | [ 9 ]                      |

Anastasia Hartleib von laut.de bewertete das Album mit vier von möglichen fünf Punkten. Juju liefere „technischen Rap mit Hang zum Melodiösen“ und wechsele dabei „fließend zwischen Punches, seichtem Zeitgeist und Liebesliedern,“ gepaart „mit einem ähnlichen In-die-Fresse-Humor, wie ihn einst die Aggros in die Welt trugen. Nur eben mit besserer Rap-Technik und zeitgeistigeren Beats.“ Bling Bling sei „ein unterhaltsames Album, das es so schon seit längerem nicht mehr gegeben hat: leidenschaftlicher Straßenrap, direkt aus der Hauptstadt.“
Michael Collins von MZEE bezeichnete das Album als „hochwertige und abwechslungsreiche Platte, die es Juju ermöglicht, ihre Stärken frei von Kompromissen auszuüben und sich als Solokünstlerin zu etablieren.“ Seiner Meinung nach gelinge es der Künstlerin „durch das Unterbringen diverser Stilrichtungen, verschiedene Geschmäcker zu bedienen, ohne einen roten Faden vermissen zu lassen.“

### Chartplatzierungen
Bling Bling stieg am 21. Juni 2019 auf Platz drei in die deutschen Albumcharts ein und konnte sich insgesamt 62 Wochen in den Top 100 halten. Darüber hinaus erreichte das Album die Chartspitze der deutschen Hip-Hop-Charts, in denen es sich 60 Wochen platzieren konnte. In der Schweizer Hitparade erreichte das Album am 23. Juni 2019 Rang 15 und verließ die Charts nach sechs Wochen wieder. In den Ö3 Austria Top 40 debütierte das Album am 28. Juni 2019 auf Position fünf und konnte sich 29 in der Hitparade platzieren. In den deutschen Album-Jahrescharts 2019 belegte der Tonträger Rang 52.
| ChartsChartplatzierungen | Höchstplatzierung | Wochen |
| ------------------------ | ----------------- | ------ |
| Deutschland (GfK)        | 3 (62 Wo.)        | 62     |
| Österreich (Ö3)          | 5 (29 Wo.)        | 29     |
| Schweiz (IFPI)           | 15 (6 Wo.)        | 6      |

| ChartsJahrescharts (2019) | Platzierung |
| ------------------------- | ----------- |
| Deutschland (GfK)         | 52          |

### Auszeichnungen für Musikverkäufe
Im Juli 2022 wurde das Album in Österreich mit einer Goldenen Schallplatte für über 7.500 verkaufte Einheiten ausgezeichnet, einen Monat später folgte der Goldstatus in der Schweiz für mehr als 10.000 Verkäufe. Im März 2023 erhielt es auch in Deutschland für über 100.000 verkaufte Exemplare eine Goldene Schallplatte.
| Land/Region        | Auszeichnungen für Musikverkäufe (Land/Region, Auszeichnung, Verkäufe) | Verkäufe |
| ------------------ | ---------------------------------------------------------------------- | -------- |
| Deutschland (BVMI) | Gold                                                                   | 100.000  |
| Österreich (IFPI)  | Gold                                                                   | 7.500    |
| Schweiz (IFPI)     | Gold                                                                   | 10.000   |
| Insgesamt          | 3× Gold ·                                                              | 117.500  |